# Episodi di Shin Chan (2002)
Questi sono gli episodi della serie anime Shin Chan mandati originariamente in onda nel 2002. Di tutti gli episodi qui elencati, in Italia è stato trasmesso (durante il secondo ciclo) soltanto un segmento proveniente dall'episodio speciale 32.
Ogni episodio è diviso in mini-episodi della durata di circa 10 minuti l'uno.

## Episodi
| Nº Ja       | Nº It   | Titolo italiano Titolo giapponese 「Kanji」 - Rōmaji | In onda           | In onda             |
| Nº Ja       | Nº It   | Titolo italiano Titolo giapponese 「Kanji」 - Rōmaji | Giapponese        | Italiano            |
| 423         | –       | 「静かなひまわりは危険だゾ」 - shizuka nahimawariha kiken da zo 「ななこおねいさんの着物姿だゾ」 - nanakooneisanno kimono sugata da zo | 11 gennaio 2002   | —                   |
| 424         | –       | 「よーかんを見つけるゾ」 - yo kanwo mitsu keru zo 「マサオくんイメージチェンジだゾ」 - masao kun imejichienji da zo | 18 gennaio 2002   | —                   |
| 425         | –       | 「アクション仮面の新必殺技だゾ」 - akushon kamen no shinhissatsuwaza da zo 「廊下でドタバタ大騒ぎだゾ」 - rouka de dotabata oosawagi da zo | 25 gennaio 2002   | —                   |
| 426         | –       | 「ドアが壊れちゃったゾ」 - doa ga koware chatta zo 「こっちのおイモが食べたいゾ」 - kocchinoo imo ga tabeta i zo | 1º febbraio 2002  | —                   |
| 427         | –       | 「サボテンの花が見たいゾ」 - saboten no hana ga mita i zo 「試験の前は眠れないゾ」- shiken no mae ha nemure nai zo | 8 febbraio 2002   | —                   |
| 428         | –       | 「雪の日の買物はたいへんだゾ」 - yuki no nichi no kaimono hataihenda zo 「張り込み刑事が来たゾ」 - harikomi keiji ga kita zo | 22 febbraio 2002  | —                   |
| 429         | –       | 「運命の合格発表だゾ」 - unmei no goukakuhappyou da zo 「アパートに大集合だゾ」 - apato ni daishuugou da zo | 1º marzo 2002     | —                   |
| 430         | –       | 「優ちゃんのオーディションだゾ１」- masachi yanno odeishon da zo 1 「優ちゃんのオーディションだゾ２」- masachi yanno odeishon da zo 2 | 8 marzo 2002      | —                   |
| 431         | –       | 「メイクアップアーティストだゾ」 - meikuappuateisuto da zo 「晩ご飯は内緒だゾ」 - ban go meshi ha naisho da zo | 15 marzo 2002     | —                   |
| 432         | –       | 「嫁には絶対やらないゾ」 - yome niha zettai yaranai zo 「張り込みは忍耐だゾ」 - harikomi ha nintai da zo | 22 marzo 2002     | —                   |
| Speciale 32 | – 89b – | 「大江戸ランド 火の巻だゾ[再]」 - ooedo rando hi no kan da zo [sai] 「大江戸ランド 水の巻だゾ[再]」 - ooedo rando mizu no kan da zo [sai] Boo ha un segreto 「ヒミツのボーちゃんだゾ」 - himitsu no bo chanda zo 「赤ズキンと紫ズキンだゾ[再]」- aka zukin to murasaki zukin da zo [sai] 「ドライブはドキドキだゾ」 - doraibu ha dokidoki da zo | 29 marzo 2002     | — 13 ottobre 2009 — |
| Speciale 33 | –       | 「｢戦国大合戦紹介」 - sengoku dai kassen shoukai 「四郎君に恋人だゾ」 - shirou kun ni koibito da zo 「またずれ荘のお花見だゾ」 - matazure sou noo hanami da zo | 20 aprile 2002    | —                   |
| 433         | –       | 「ダメとヤダは禁止だゾ」 - dame to yada ha kinshi da zo 「いよいよお家が完成するゾ」 - iyoiyoo ie ga kanseisu ru zo | 27 aprile 2002    | —                   |
| 434         | –       | 「リサ・アスピリンが帰って来たゾ」 - risa . asupirin ga kaette kita zo 「つゆかけご飯はおいしいゾ」 - tsuyukakego meshi haoishii zo 「ホシとデカが急接近だゾ」 - hoshi to deka ga kyuu sekkin da zo | 4 maggio 2002     | —                   |
| 435         | –       | 「スーパーモデルとお散歩だゾ」 - supamoderu too sanpo da zo 「園長先生のマジックショーだゾ」 - enchou sensei no majikkusho da zo 「さよなら優ちゃんだゾ」 - sayonara masachi yanda zo | 11 maggio 2002    | —                   |
| 436         | –       | 「さらばまたずれ荘 またずれ大捜査線だゾ 1」 - sarabamatazure sou matazure dai sousa sen da zo 1 「さらばまたずれ荘 またずれ大捜査線だゾ 2」 - sarabamatazure sou matazure dai sousa sen da zo 2 「さらばまたずれ荘 またずれ大捜査線だゾ 3」 - sarabamatazure sou matazure dai sousa sen da zo 3                                                 | 18 maggio 2002    | —                   |
| 437         | –       | 「我が家に戻って来たゾ」 - wagaya ni modotte kita zo 「シロもズーッと一緒だゾ」 - shiro mo zutsu to issho da zo 「新しい家のスタートだゾ」 - atarashi i ie no sutato da zo | 25 maggio 2002    | —                   |
| 438         | –       | 「父ちゃんと一緒にお風呂だゾ」 - touchan to isshoni o furo da zo 「先生たちの合コンだゾ」 - sensei tachino goukon da zo 「プレゼントが決まらないゾ」 - purezento ga kima ranai zo | 1º giugno 2002    | —                   |
| 439         | –       | 「新しい家のひみつを発見だゾ」 - atarashi i ie nohimitsuwo hakken da zo 「ボーちゃんの一大事だゾ」 - bo channo ichidaiji da zo 「母ちゃんはオラが頼りだゾ」 - kaachan ha ora ga tayori da zo | 8 giugno 2002     | —                   |
| 440         | –       | 「ヌパン４世登場だゾ」 - nupan 4 yo toujou da zo 「今度こそキレイにするゾ」 - kondo koso kirei nisuru zo 「父ちゃんの保育参観日だゾ」 - touchan no hoiku sankan nichi da zo | 15 giugno 2002    | —                   |
| 441         | –       | 「今度こそ本当にキレイにするゾ」 - kondo koso hontou ni kirei nisuru zo 「マサオくんが駆け落ちするゾ」 - masao kunga kakeochi suru zo 「真夜中のフシギな味だゾ」 - mayonaka no fushigi na aji da zo | 22 giugno 2002    | —                   |
| 442         | –       | 「怪しいオトコが現れたゾ」 - ayashi i otoko ga araware ta zo 「カエル取りに行くゾ」 - kaeru tori ni iku zo 「遊びに来た？ってカンジだゾ」 - asobi ni kita ? tte kanji da zo | 6 luglio 2002     | —                   |
| 443         | –       | 「明日のピクニックは楽しみだゾ」 - ashita no pikunikku ha tanoshimi da zo 「オラはおべんとうの達人だゾ」 - ora haobentouno tatsujin da zo 「ピクニックは大騒ぎだゾ」 - pikunikku ha oosawagi da zo | 13 luglio 2002    | —                   |
| 444         | –       | 「オラ達かすかべ歌劇団だゾ」 - ora tachi kasukabe kageki dan da zo 「家庭教師が来るゾ」 - kateikyoushi ga kuru zo 「父ちゃんのヒミツのメル友だゾ」 - touchan no himitsu no meru tomo da zo | 20 luglio 2002    | —                   |
| 445         | –       | 「生け垣の手入れをするゾ」 - ikegaki no teire wosuru zo 「無人島のサバイバルだゾ」 - mujintou no sabaibaru da zo 「真夜中のスイカ遊びだゾ」 - mayonaka no suika asobi da zo | 27 luglio 2002    | —                   |
| 446         | –       | 「暑くて長い一日だゾ」 - atsuku te nagai tsuitachi da zo 「シロとの散歩はハードだゾ」 - shiro tono sanpo ha hado da zo 「お泊まり保育はドキドキだゾ」 - o tomari hoiku ha dokidoki da zo | 3 agosto 2002     | —                   |
| 447         | –       | 「みんなをお迎えするゾ」 - minnawoo mukae suru zo 「夏はやっぱりかき氷だゾ」 - natsu hayapparikaki koori da zo 「道案内はおまかせだゾ」 - michiannai haomakaseda zo | 10 agosto 2002    | —                   |
| 448         | –       | 「九州のじいちゃんは厳しいゾ」 - kyuushuu nojiichanha kibishi i zo 「じいちゃんがお泊まりするゾ」 - jiichangao tomari suru zo 「どこへ行っても同じだゾ」 - dokohe itte mo onaji da zo | 17 agosto 2002    | —                   |
| 449         | –       | 「シロの結婚式だゾ」 - shiro no kekkonshiki da zo 「台風の準備だゾ」 - taifuu no junbi da zo 「アルバイトも大変だゾ」 - arubaito mo taihen da zo | 31 agosto 2002    | —                   |
| 450         | –       | 「シロの予防注射だゾ」 - shiro no yobouchuusha da zo 「母ちゃんもヒーロー好きだゾ」 - kaachan mo hiro suki da zo 「着替える物が無くなっちゃったゾ」 - kigae ru mono ga naku nacchatta zo | 7 settembre 2002  | —                   |
| 451         | –       | 「何でも片づけちゃうゾ」 - nande mo katadu kechau zo 「シロとケンカだゾ」 - shiro to kenka da zo 「カニはオトナの味だゾ」 - kani ha otona no aji da zo | 14 settembre 2002 | —                   |
| Speciale 34 | –       | 「乙女家の一族： トレジャーハンターみさえ」 - otome ie no ichizoku: torejahanta misae 「プッチプチひまわり」 - pucchipuchi himawari 「プッチプチひまわり２」 - pucchipuchi himawari 2 | 28 settembre 2002 | —                   |
| 452         | –       | 「久しぶりの紅さそり隊だゾ」 - hisashi burino kurenai sasori tai da zo 「オラ太っちゃったゾ」 - ora futocchi yatta zo 「ヘアマニキュアをするゾ」 - heamanikyua wosuru zo | 2 novembre 2002   | —                   |
| 453         | –       | 「お出かけの準備は大変だゾ」 - o deka keno junbi ha taihen da zo 「ネネちゃんの告白だゾ」 - nene channo kokuhaku da zo 「昼寝がしたいゾ」 - hirune gashitai zo | 9 novembre 2002   | —                   |
| 454         | –       | 「九州のじいちゃん家は楽しいゾ」 - kyuushuu nojiichan ie ha tanoshi i zo 「九州のじいちゃん家は楽しいゾ」 - kyuushuu nojiichan ie ha tanoshi i zo 「九州のじいちゃん家は楽しいゾ」 - kyuushuu nojiichan ie ha tanoshi i zo | 16 novembre 2002  | —                   |
| 455         | –       | 「クレしんアンバランスゾーン プチ悪魔」 - kure shin anbaransuzon puchi akuma 「ひなびた温泉旅館に泊まるゾ」 - hinabita onsenryokan ni toma ru zo 「携帯電話は便利だゾ」 - keitaidenwa ha benri da zo | 23 novembre 2002  | —                   |
| 456         | –       | 「ボーイスカウトに入ったゾ」 - boisukauto ni itsutta zo 「ボーイスカウトは楽しいゾ」 - boisukauto ha tanoshi i zo 「クレしんアンバランスゾーン 灼熱魔人」 - kure shin anbaransuzon shakunetsu majin | 30 novembre 2002  | —                   |
| 457         | –       | 「クレしんアンバランスゾーン オオオのしんのすけ」 - kure shin anbaransuzon ooo noshinnosuke 「母ちゃんは料理の先生だゾ」 - kaachan ha ryouri no sensei da zo 「まつざか先生の悩みだゾ」 - matsuzaka sensei no nayami da zo | 7 dicembre 2002   | —                   |
| Speciale 35 | –       | 「マサオ君の落とし物だゾ」 - masao kun no otoshimono da zo 「有給休暇は疲れるゾ」 - yuukyuukyuuka ha tsukare ru zo 「オラはゴルフのコーチだゾ - ora ha gorufu no kochi da zo | 21 dicembre 2002  | —                   |